# Pedro Ferris
Pedro Ferris (Cocentaina, 15 aprile 1415 – Roma, 25 settembre 1478) è stato un cardinale e vescovo cattolico spagnolo.

## Biografia
Nacque a Cocentaina il 15 aprile 1415 (o secondo altre fonti l'anno successivo); era parente di papa Paolo II.
Terminati gli studi a Bologna, si recò a Roma, dove entrò al servizio del cardinale
Papa Sisto IV lo elevò al rango di cardinale nel concistoro del 18 dicembre 1476.
Morì il 25 settembre 1478, all'età di 63 anni.